# Передние ядра таламуса
Передние ядра таламуса, или передняя группа ядер таламуса, — это совокупность таламических ядер, находящихся в ростральной части дорсального таламуса. К передней группе ядер таламуса причисляют антеромедиальное ядро, антеродорсальное ядро, антеровентральное ядро. К передней группе ядер таламуса нередко относят также латеральное дорсальное ядро (оно же поверхностное ядро) таламуса.

## Афферентные и эфферентные связи передних ядер таламуса
Передние ядра таламуса получают афферентные нервные связи от сосцевидных телец (мамиллярных телец) через так называемый мамиллоталамический путь, а также от основания гиппокампа (или, иначе говоря, субикулума, подставки гиппокампа) через свод конечного мозга (форникс). В свою очередь, проекции из передних ядер таламуса достигают поясной извилины.
Передние ядра таламуса, судя по всему, выполняют функции, имеющие отношение к поддержанию эпизодической памяти. У людей с повреждением передних ядер таламуса, которое исключает возможность получения этими ядрами входящей информации от гиппокампа, основания гиппокампа, сосцевидных телец или области зрительной коры, называемой MTT, наблюдаются различные формы амнезии, что подтверждает вовлечение передних ядер таламуса, наряду с упомянутыми структурами, в поддержание эпизодической памяти. Передние ядра таламуса получают входящую информацию также от различных ядер гипоталамуса, как напрямую — благодаря тому, что эти ядра гипоталамуса непосредственно иннервируют передние ядра таламуса, так и косвенно — благодаря тому, что эти же ядра гипоталамуса обильно иннервируют сосцевидные тельца, которые, в свою очередь, тесно соединены с передними ядрами таламуса через мамиллоталамический путь. Однако, судя по всему, большее функциональное значение для работы передних ядер таламуса имеет их связь не с гипоталамусом, а с гиппокампом, а именно — то, что эти ядра получают афферентную информацию от слоя клеток гиппокампа, лежащего ниже пирамидальных клеток, и обильно иннервирующего сосцевидные тельца.
Функционально передние ядра таламуса принято относить к ядрам ретрансляции ассоциативной информации, одной из четырёх больших функциональных подгрупп ядер таламуса, наряду с ядрами ретрансляции первичной сенсорной и моторной информации, диффузно-проекционными ядрами (ядрами с диффузными проекциями), и ауторегуляторным ретикулярным ядром таламуса. Ядра ретрансляции ассоциативной информации таламуса (в том числе и относимые к ним передние ядра таламуса) получают входящую информацию сразу от нескольких или даже многих областей коры больших полушарий головного мозга, интегрируют её, ассоциируют одни данные с другими, обрабатывают их, и затем ретранслируют в корковые области конечного мозга, известные как области ассоциативной коры. Передние ядра таламуса также регулируют фильтрацию этих входящих потоков информации, то есть, то, какая информация будет ретранслирована обратно в ассоциативные области коры больших полушарий, а какая будет отфильтрована и отвергнута как малосущественная. латеральное дорсальное ядро имеет сходный с передними ядрами таламуса паттерн соединения с другими областями головного мозга, прежде всего коры больших полушарий, вследствие чего его часто тоже причисляют к передней группе ядер таламуса.

## Функции передних ядер таламуса
Принято считать, что передние ядра таламуса играют роль в модуляции внимания, а также вовлечены в процессы обучения и эпизодической памяти. Эти ядра считают частью расширенной лимбической системы.
Передние ядра таламуса также участвуют в регуляции ориентировки в пространстве, пространственной навигации и координации движений тела в соответствии с движениями головы и её положением в пространстве. Передние ядра таламуса имеют тесные двусторонние связи с основанием гиппокампа (субикулумом) и постсубикулумом, структурами, ответственными за сигнализацию о положении головы в горизонтальной плоскости.

## Дополнительные изображения

Таламус

## Дополнительные ссылки
- Передние ядра таламуса